# Anna Sedoykina
Anna Sedoykina (Volvogrado, 1 de agosto de 1984) es una jugadora de balonmano rusa. Ha conseguido dos medallas olímpicas. 